# Basti Rasmussen
Carl Basti Rasmussen, född 15 augusti 1954 i Ystad, är en svensk tidigare handbollsspelare och handbollstränare.

## Spelarkarriär
Rasmussen började sin karriär i IFK Ystad och spelade där till 1974. Han hade gjort landslagsdebut 1973, och ställd inför ultimatum att han måste spela i högsta divisionen om han ville fortsätta i landslaget, bytte han klubb till Ystads IF som han sedan spelade för hela sin aktiva karriär. Han spelade för klubben i 17 säsonger och är den spelare som gjort flest matcher i Ystads IF, 595 matcher. Med Ystads IF vann han två seriesegrar och blev även svensk mästare 1976. Han blev utsedd till Årets handbollsspelare i Sverige 1977/1978. Basti Rasmussen blev Årets idrottare i Ystad tre år i rad 1976,1977 och 1978. Han är Stor Grabb. Under sin landslagskarriär spelade Rasmussen 123 landskamper 1973 till 1982. En av dessa landskamper fick han spela inför hemmapubliken i Österporthallen. Sveriges herrlandslag tillhörde dessa år inte världseliten och några större internationella meriter blev det inte för Rasmussen.

## Tränarkarriär
Basti Rasmussen har som tränare mest varit aktiv i Ystad. Han stannade kvar i Ystads IF till 1999 som tränare och var assisterande tränare då Ystads IF vann SM-guld 1992. Två år, 2003–2005 var han i Norge i Drammen HK och vann en norsk juniortitel i klubben. 2005 blev han tränare för IFK Ystad. Efter bara åtta matcher in på hans andra säsong fick han sparken av styrelsen. IFK Ystad låg då 10:a i serien. Rasmussen menade själv att det var dåligt tålamod och bristande kunskaper hos styrelsen. Han var sedan rådgivare i Ystads IF. 2010 tog Rasmussen över efter Pelle Käll, då han fick sparken i Ystads IF. Han tränade sedan Ystads IF till 2013. Det blev en schism i Ystad då Sebastian Seifert tog över tränarsysslan. Rasmussen hade sedan inte något uppdrag men tog över tränarsysslan i Lugi HF 2014, då Tomas Axnér tog en timeout. 2015 blev han assisterande till Axnér. På våren 2016 då Lugi blev utslaget av just Ystads IF i SM-kvartsfinalen avslutade Rasmussen sin tränarkarriär.

## Privatliv
Till vardags arbetade Basti Rasmussen som brandman i Ystad. Han jobbade där till pensionen vid 58 års ålder. 